# ドナルド・サングスター
ドナルド・サングスター(Sir Donald Burns Sangster、1911年8月26日 - 1967年4月11日)はジャマイカの政治家。同国の首相を務めた。

## 来歴
1933年、地方教区議会の選挙で政治の世界に入った。
1944年には、ジャマイカ労働党員として下院に選出され、社会福祉大臣、労働大臣、財務大臣を歴任。1964年2月、時の首相アレクサンダー・バスタマンテが病気になったことに伴い首相代行となる。1967年2月23日に正式な首相に就任。1967年4月6日よりSirを名乗り、その5日後の4月11日に死去した。
彼の名前は空港の正式名称になっており(サングスター国際空港)、肖像は100ジャマイカ・ドル紙幣になっている。